# Eugnosta namibiana
Eugnosta namibiana es una especie de polilla de la tribu Cochylini, familia Tortricidae.
Fue descrita científicamente por Aarvik en 2004.

## Distribución
Se encuentra en Namibia.